# Saint-Siffret
Saint-Siffret è un comune francese di 1 032 abitanti situato nel dipartimento del Gard, nella regione dell'Occitania.

## Società

### Evoluzione demografica
Abitanti censiti